# Miloš Bajalica
Miloš Bajalica (født 15. december 1981) er en serbisk fodboldspiller.